# Cork Athletic F.C.
Cork Athletic F.C. (irl. Cumann Peile Lúthchleas Chorcaí) – irlandzki klub piłkarski, mający swoją siedzibę w mieście Cork na południu kraju.

## Historia
Chronologia nazw:
- 1948: Cork Athletic F.C.
- 1957: klub rozwiązano

Piłkarski klub Cork Athletic został założony w miejscowości Cork w październiku 1948 roku, natychmiast po rozformowaniu Cork United F.C. i zastąpił go w rozgrywkach League of Ireland. W sezonie 1948/49 zespół startował w najwyższej lidze, w której zajął przedostatnie 9.miejsce. W następnym sezonie zdobył mistrzostwo kraju. W sezonie 1950/51 ponownie został mistrzem kraju oraz zdobył Puchar Irlandii i Munster Senior Cup. Potem klub w lidze już nie miał takich sukcesów, zajmując miejsca od 4 do 10. W 1953 i 1955 zdobył Munster Senior Cup, a w 1953 po raz drugi został zwycięzcę Pucharu kraju. Również trzykrotnie dotarł do finału Pucharu kraju. Potem zaczęły się problemy finansowe klubu. Po zakończeniu sezonu 1956/57, w którym zajął 8.miejsce w lidze, ogłoszono o dobrowolnej likwidacji klubu. Jego miejsce zajął Cork Hibernians F.C.

## Sukcesy

### Trofea międzynarodowe
Nie uczestniczył w rozgrywkach europejskich (stan na 31-12-2016).

### Trofea krajowe
| \| \| Zdobyte trofea w rozgrywkach Irlandii (stan na: 31-05-2017) \| |                                                             |      |                           |
| Rozgrywki                                                            | Osiągnięcie                                                 | Razy | Sezon(y)                  |
| · Mistrzostwo                                                        | I miejsce                                                   | 2    | 1949/50, 1950/51          |
| · Mistrzostwo                                                        | II miejsce                                                  | 0    |                           |
| · Mistrzostwo                                                        | III miejsce                                                 | 0    |                           |
| Puchar                                                               | zdobywca                                                    | 2    | 1950/51, 1952/53          |
| Puchar                                                               | finalista                                                   | 3    | 1949/50, 1951/52, 1955/56 |
| II liga                                                              | I miejsce                                                   | 0    |                           |
| II liga                                                              | II miejsce                                                  | 0    |                           |
| II liga                                                              | III miejsce                                                 | 0    |                           |
| Irlandia                                                             | Zdobyte trofea w rozgrywkach Irlandii (stan na: 31-05-2017) |      |                           |

- Munster Senior Cup:
  - zdobywca (3x): 1950/51, 1952/53, 1954/55

## Stadion
Klub rozgrywał swoje mecze domowe na stadionie Mardyke Sports Ground w Cork, który może pomieścić 18000 widzów.